# 岡次郎太郎
岡 次郎太郎（おか じろうたろう、1854年（安政元年2月） - 1929年（昭和4年）9月5日）は、明治から大正時代の政治家、実業家、銀行家。鉱山経営者。衆議院議員（1期）。

## 経歴
岡権内の第二子として熊本城下内坪井町（現熊本市中央区内坪井町）に生まれる。藩校に入ったのち岡松甕谷の門に入る。第百五十一国立銀行の創立に尽くし、観光社などの重役を務め、鉱山業を営んだ。1884年（明治17年）大蔵省御用掛となり、翌年、秋田県収税長を任ぜられ1889年（明治22年）10月まで務めた。
1890年（明治23年）7月の第1回衆議院議員総選挙では熊本県第4区から出馬し当選。大成会に所属し衆議院議員を1期務めた。

## 家族
孫に石田周三。